# Troglosiro oscitatio
Espèce
Troglosiro oscitatio est une espèce d'opilions cyphophthalmes de la famille des Troglosironidae.

## Distribution
Cette espèce est endémique de Nouvelle-Calédonie. Elle se rencontre sur le mont Rembai.

## Description
Le mâle holotype mesure 2,06 mm et la femelle paratype 2,16 mm.

## Publication originale
- Sharma & Giribet, 2009 : « The family Troglosironidae (Opiliones: Cyphophthalmi) of New Caledonia. » Mémoires du Muséum national d'Histoire naturelle, vol. 198, p. 83–123.